# Fabian Wagner
Fabian Wagner (Monaco di Baviera, 25 aprile 1978) è un direttore della fotografia tedesco, due volte candidato agli Emmy Awards.

## Filmografia parziale

### Cinema
- La bottega degli errori (The Legend of Barney Thompson), regia di Robert Carlyle (2015)
- Victor - La storia segreta del dott. Frankenstein (Victor Frankenstein), regia di Paul McGuigan (2015)
- Justice League, regia di Zack Snyder (2017)
- Overlord, regia di Julius Avery (2018)
- Zack Snyder's Justice League, regia di Zack Snyder (2021)
- Venom: The Last Dance, regia di Kelly Marcel (2024)

### Televisione
- Ashes to Ashes – serie TV, episodi 2x03-2x04 (2009)
- Hustle - I signori della truffa (Hustle) – serie TV, 6 episodi (2009-2011)
- Survivors – serie TV, episodi 2x03-2x04 (2010)
- Spooks – serie TV, episodi 9x02-9x03 (2010)
- Sherlock – serie TV, episodi 2x01-2x02-2x03 (2012)
- The White Queen – miniserie TV, 4 puntate (2013)
- Da Vinci's Demons – serie TV, 5 episodi (2013-2014)
- Il Trono di Spade (Game of Thrones) – serie TV, 8 episodi (2014-2019)
- The Family – serie TV, episodio 1x01 (2016)
- The Crown – serie TV, episodi 3x08-3x09 (2019)
- House of the Dragon – serie TV (2022-in corso)

## Premi e riconoscimenti
- Premi Emmy[1]
  - 2012 - Candidato per la miglior fotografia in una miniserie o un film per l'episodio Scandalo a Belgravia di Sherlock
  - 2015 - Candidato per la miglior fotografia in una serie single-camera per l'episodio Aspra dimora de Il Trono di Spade
- AACTA Awards
  - 2014 - Candidato per la miglior fotografia televisiva per l'episodio 3 di Mrs Biggs
- American Society of Cinematographers
  - 2014 - Candidato per la miglior fotografia in una serie televisiva episodica per l'episodio Il campione de Il Trono di Spade
  - 2015 - Candidato per la miglior fotografia in una serie televisiva episodica per l'episodio Aspra dimora de Il Trono di Spade